# Lac Khar-Us
Le lac Khar-Us (mongol : Хар-Ус нуур, lit. "lac à l'eau noire") est un lac situé à l'ouest de la Mongolie.
Il possède une surface de 1 852 km2.
Le Jargalant Khairkhan se trouve à côté.
Il est désigné réserve de biosphère par l'Unesco en 2024.